# Gare centrale de Montréal
Pour les articles homonymes, voir Gare centrale.
Ne doit pas être confondu avec Station Gare centrale (REM).
La gare centrale de Montréal est la gare ferroviaire principale de Montréal. L'édifice, situé au 895, rue De la Gauchetière Ouest et érigé sur le site de l'ancien terminus du Canadian Northern, fait partie d'un complexe para-ferroviaire regroupant l'hôtel Fairmont Le Reine Élizabeth et le siège social du Canadien National.
La gare constitue un nœud majeur pour le service de trains de banlieue d'exo vers Mont-Saint-Hilaire et Mascouche, ainsi qu'une tête de ligne pour les trains interurbains de Via Rail vers Toronto, Ottawa, Québec, Halifax, Jonquière et Senneterre. La gare sert également d'un arrêt du Réseau express métropolitain vers Brossard, ensuite vers l'aéroport, Sainte-Anne-de-Bellevue et Deux-Montagnes dans les prochaines années. Elle sert également du terminus nord du train Adirondack d'Amtrak vers New York.
Sa conception particulière repose sur une organisation sur deux niveaux, en raison de l'adjacence du tunnel du Mont-Royal et du coteau de la rue Sherbrooke : la salle des pas perdus, au rez-de-chaussée, permet d'accéder aux différents quais, en sous-sol de la gare. Autrefois en plein-air, la construction de bâtiments et de gratte-ciel est venue couvrir l'espace libre au-dessus des quais des voies ferrées.
La gare est désignée gare ferroviaire patrimoniale du Canada depuis 2010.

## Situation ferroviaire
La gare est située au point milliaire 74,1 milles (119,3 km) de la subdivision Saint-Hyacinthe du Canadien National, empruntée par les trains interurbains de Via Rail vers Québec et Halifax et le train de banlieue d'exo vers Mont-Saint-Hilaire, et au début de la subdivision Montréal du CN, empruntée par les trains de Via Rail vers Toronto, Ottawa, Jonquière et Senneterre, ainsi que le train d'exo vers Mascouche. La gare faisait partie de la subdivision Deux-Montagnes d'exo, au point milliaire 0,8 milles (1,3 km), jusqu'à ce que la ligne Deux-Montagnes soit fermée et convertie pour les antennes du nord du Réseau express métropolitain.
Les trains d'exo et de Via Rail sont entretenus dans leurs installations respectives d'exo et de Via Rail à Pointe-Saint-Charles, un quartier d'environ un kilomètre au sud de la gare. La subdivision Montréal traverse les quartiers de Pointe-Saint-Charles, Saint-Henri et Saint-Pierre avant de se mettre en parallèle avec la subdivision Vaudreuil du Canadien Pacifique jusqu'à Vaudreuil-Dorion. La subdivision Saint-Hyacinthe diverge avec la subdivision Montréal à Pointe-Saint-Charles, ensuite traverse le pont Victoria pour s'approcher à la prochaine gare, la gare de Saint-Lambert.
L'antenne sud du Réseau express métropolitain est en parallèle avec les deux autres subdivisions du CN jusqu'à Pointe-Saint-Charles, suit la même route avec l'autoroute Bonaventure et traverse le pont Samuel-De Champlain vers Brossard. L'antenne nord entre dans le tunnel sous le mont Royal, correspond avec deux lignes de métro (ligne verte et ligne bleue) et revient en surface juste avant la future station Canora sur la rue Jean-Talon.

## Histoire

### Premiers chemins de fer
Le premier chemin de fer à Montréal est inauguré le 19 novembre 1847, lorsque le Montreal and Lachine Railroad est inauguré entre l'ancienne gare située rue Bonaventure (aujourd'hui Saint-Jacques), tout près du square Chaboillez (au coin de la rue Peel). Le trajet, d'une distance de 8 milles (12,9 km), traverse la Petite-Bourgogne, croise l'actuelle rue Notre-Dame et passe par Saint-Henri. Cependant, les prévisions de trafic ne sont pas au rendez-vous et la compagnie demande et obtient un amendement à sa charte en août 1850 l'autorisant à acquérir le Lake St. Louis and Province Line Rail-Way sous le nom de Montreal and New York Railroad Co. L'idée est de raccorder avec les réseaux de l'autre côté de la frontière pour augmenter les revenus du trafic.
En même temps, ayant absorbé un grand nombre de lignes projetées et inachevées, le chemin de fer du Grand Tronc devient une solide opposition au Montreal and New York. Dès 1854, le Grand Tronc exploitait une ligne ferroviaire entre Pointe-Saint-Charles et Sainte-Anne-de-Bellevue.
À peu près au même moments, le Champlain and St. Lawrence faisait face à des difficultés financières comme le Montreal and New York. Afin de préserver leurs intérêts mutuels, les deux compagnies ferroviaires s'associent, en 1857, pour former le Montreal and Champlain Railroad. La même année, une récession tracasse la compagnie qui, elle aussi, finit par avoir de sérieux problèmes financiers. Alors le Grand Tronc signe un bail du Montreal and Champlain lui permettant d'accéder à la gare Bonaventure à partir de janvier 1864. Le Grand Tronc achète le Montreal and Champlain, le 14 juin 1872.
Initialement, le Grand Tronc a une voie large de 1 676 mm comparativement à l'écartement standard de 1 435 mm du Montreal and Champlain. Au moment de la fusion, les deux lignes se croisent à la jonction Tanneries (plus tard Saint-Henri), la ligne du Grand Tronc filant presque directement vers l'ouest et Sainte-Anne-de-Bellevue. L'écartement des voies sur l'île de Montréal est normalisé à 1 435 mm en deux étapes alors que le Grand Tronc convertit sa ligne de Montréal à Sarnia en octobre 1873 et celle de Montréal à Portland en septembre 1874.
L'étape suivante dans l'ère du Grand Tronc est réalisée, en septembre 1888, avec le prolongement de 5 kilomètres de la voie de Lachine à Dorval où il veut se raccorder avec sa ligne construite en 1854 allant vers l'ouest.
Les chemins de fer, étant la forme la plus efficace de transport à l'époque, connaissent une croissance de leur trafic au cours de la dernière partie du XIXe siècle. Le Grand Tronc a dévoilé un projet pour doubler sa voie entre Montréal et Toronto via Lachine, et ce projet est réalisé en 1892. Le Grand Tronc a également construit le triage Turcot et sa rotonde en 1907 avec 57 baies. Elle survivra jusqu'à la fin de l'ère de la vapeur.

### Tunnel sous le mont Royal

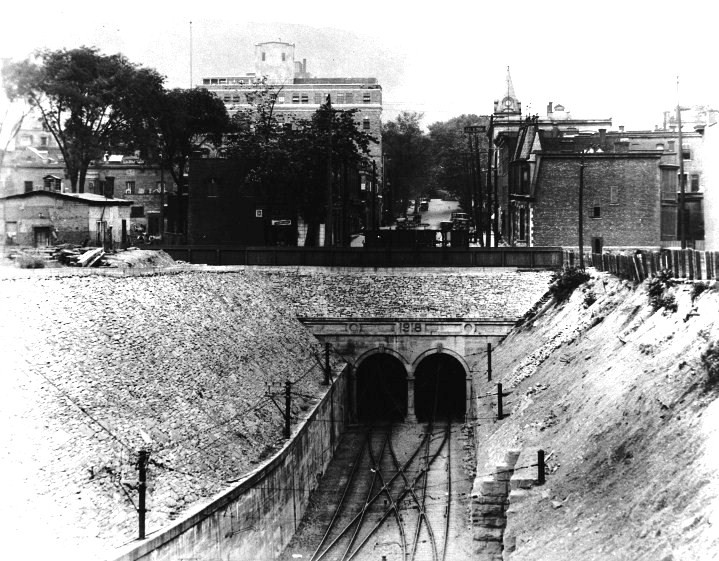
Le tunnel en 1918

Au début du XXe siècle, le Grand Tronc exploitait son terminus à la gare Bonaventure et le Canadien Pacifique aux gares Windsor et Place Viger. Avec ce réseau ferroviaire à travers le centre-ville et la présence du Mont-Royal au nord, les options de pénétration au centre-ville semblaient limitées pour le Canadian Northern Railway (CNoR). Le CNoR n'était pas découragé et a poursuivi un plan de construire un nouveau terminus au centre-ville via un tunnel sous le Mont-Royal. En août 1911, des lettres patentes furent octroyées à la Canadian Northern Montreal Tunnel and Terminal Company pour construire un chemin de fer sous le Mont-Royal. Cette compagnie fut désignée comme étant une filiale du réseau du CNoR en janvier 1914.
L'idée de percer un tunnel sous le Mont-Royal avait été considérée, en 1910, par Henry K. Wiksteed, alors ingénieur en chef des relevés de terrain pour le CNoR. Bien que ce projet dut être dispendieux pour la compagnie, ceci leur ouvrirait le chemin de fer vers le centre-ville de Montréal. La construction du tunnel débuta à partir de ses extrémités en 1912. Le 10 décembre 1913, les deux équipes de forage se rejoignirent, après avoir foré un tunnel de 4 973 mètres de longueur à quelque 192 mètres sous la montagne.
L'utilisation de locomotives à vapeur dans le tunnel n'étant pas possible, à cause de sa longueur, la compagnie fit l'acquisition d'un certain nombre de locomotives électriques. Les difficultés de financement et les pénuries de matériel causées par la Première Guerre mondiale retardèrent le parachèvement des voies du tunnel jusqu'au 4 octobre 1918. Les premiers trains de voyageurs roulèrent environ deux semaines et demie plus tard.

### Canadien National

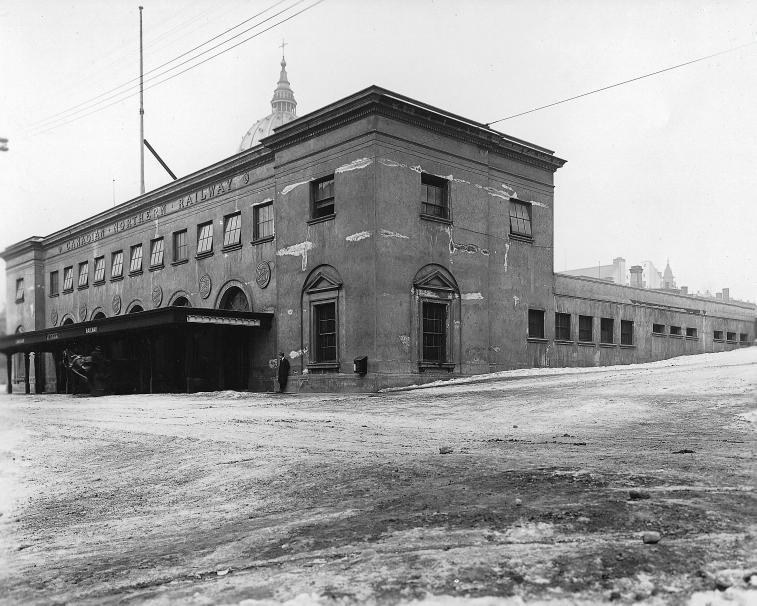
La gare vers 1918

Dans les années 1920, le Grand Tronc a connu des difficultés financières et le Canadian National l'a succédé en 1923. Il y a peu de changements durant les premières années de la possession du Grand Tronc par le CN. La ligne Montréal-Lachine restait intacte et la gare Bonaventure demeurait la gare la plus achalandée des trois gares de voyageurs de Montréal. Au cours de la dernière moitié des années 20, Henry Worth Thornton, le deuxième président du CN, élabore des plans pour transformer le secteur des rues De la Gauchetière, Dorchester et Sainte-Catherine en l'un des grands terminaux ferroviaires du monde. Sa vision ne se limite pas à une gare, mais comprend des immeubles de bureaux, des théâtres, des magasins et un centre culturel. En 1929, Thornton présente les plans du projet à Ottawa pour approbation. La construction débute en 1930.
Plusieurs bâtiments sont détruits pour faire place au projet et les travaux commencent par le « grand trou » qui formera le niveau inférieur du nouveau complexe du terminal. Un viaduc est construit au-dessus pour permettre à la rue Dorchester (plus tard le boulevard René-Lévesque) de traverser la voie ferrée. Alors que la Grande Dépression des années 1930 s'installe, la rigueur financière contraint le CN à suspendre ses travaux, après avoir dépensé 18 millions de dollars pour le projet.
Puis, en 1938, le chômage perdurant, le gouvernement fédéral décide de poursuivre le projet et de remplir l'endroit avec un nouveau terminal ferroviaire, non pas que le chemin de fer soit d'une grande nécessité, ni qu'il s'inscrive dans un rêve pour le grand Montréal, mais parce que des centaines de Montréalais ont faim et ont besoin de travail. En décembre 1938, Samuel James Hungerford, le président du CN, annonce la reprise du projet de construction.
La nouvelle gare est conçue par le propre architecte du CN, John Schofield, dans le style de l'art déco avec le hall de la gare au-dessus des quais. Ce sera la dernière grande gare urbaine construite au Canada jusque dans les années 60. La haute direction du CN a longuement débattu du nom de la nouvelle installation. Le CN annonce que le bâtiment s'appellera Gare Bonaventure, un nom datant des premiers jours du chemin de fer dans la ville. Comme la Gare Bonaventure existante doit rester ouverte pour desservir les trains de banlieue et les trains de troupes militaires pendant toute la durée de la guerre, le CN décide d'annuler temporairement sa nouvelle gare la Gare centrale. Le nom s'est révélé si populaire qu'il a été conservé jusqu'à nos jours. La cérémonie d'inauguration a eu lieu dans l'après-midi du 14 juillet 1943.

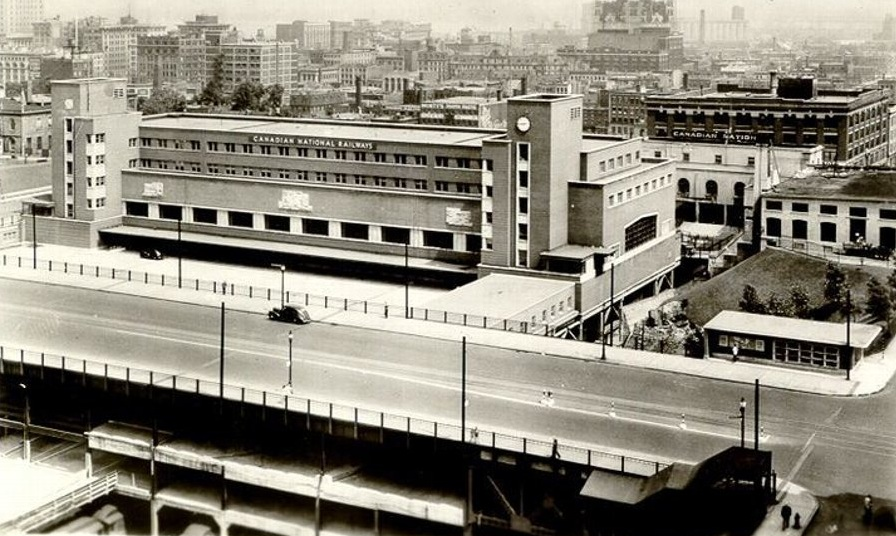
La nouvelle gare

Il y aura seize voies pour les passagers, numérotées de 7 à 22, avec un quai desservant deux voies. Les voies 1 à 6 sont destinées à l'ancien terminal du tunnel du Canadian Northern et restent en service. La voie 23, à l'extrémité est, est utilisée pour les expéditions express. À sa mise en service, la gare a une capacité de 150 voitures passagers. L'accès au hall vers les voies 7 et 8 est ajouté plus tard lorsque les services de banlieue augmentent dans les années 60 et sera retiré une trentaine d'années plus tard. La plupart des voies sont construites en cul-de-sac, les seules qui traversent étant les voies 13 à 16. D'autres seront agrandies lorsque le Terminal du tunnel du Canadian Northern aura été rasé.
L'ouverture de la Gare centrale entraîne la fermeture du Terminal du tunnel de l'ex-Canadian Northern. Le CN conserve sa gare de Sainte-Catherine Est (gare de la rue Moreau) dans l'est de la ville pour les trains desservant le nord du Québec. En 1945, le CN ouvre sa nouvelle ligne sur le côté nord de l'île de Montréal entre la jonction de l'Est et Pointe-aux-Trembles, après quoi la gare de la rue Sainte-Catherine Est est fermée. Les trains de banlieue du Lakeshore continuent d'utiliser l'ancienne gare Bonaventure jusqu'à ce qu'elle soit ravagée par un incendie en 1948.
La tour en forme de croix de la Place Ville Marie est inaugurée en 1962, couvrant ainsi la zone ouverte entre la Gare centrale et l'entrée du tunnel. Cela entraînera davantage de restrictions pour l'exploitation des trains diesels-électriques, en particulier ceux opérant dans le tunnel. Peu à peu, un seul train à traction diesel est autorisé à traverser le tunnel, puis après 1995, aucun. Il est interdit aux unités de tourner au ralenti le long des quais de peur que les gaz d'échappement ne contaminent l'air dans le hall situé au-dessus.

### Transfert des exploitants
En 1978, tous les trains de voyageurs du CN sont transférés sous une organisation fédérale appelée Via Rail Canada. À l'instar des trains de banlieue, Via est propriétaire des locomotives et des voitures. Amtrak, qui exploite la plupart des trains interurbains aux États-Unis, opère un train quotidien à destination de la Gare centrale.
L'année 1995 marquera un changement dans les activités des trains électriques. La Société de transport de la Communauté urbaine de Montréal (STCUM), qui exploite alors le service de banlieue, fait l'acquisition d'un équipement de banlieue électrique moderne en remplacement des locomotives électriques et des trains automoteurs électriques. Les nouveaux trains automoteurs continuent de fonctionner, même si des projets sont à nouveau en cours pour adopter une approche de transport ferroviaire plus légère.
Le 28 mai 2007, le CN annonce son intention de vendre son complexe de la Gare centrale. Quatre mois plus tard, le 19 septembre 2007, le CN déclare qu'un accord a été conclu pour la vente du complexe de la Gare centrale, qui rapportait 355 millions de dollars au CN. Le communiqué précise qu'en vertu de l'entente conclue avec Homburg Invest, le CN cèdera à long terme son siège social de 17 étages et ses installations ferroviaires voyageurs de la Gare centrale, qui comprend la grande salle, les quais et des portions sous le nouveau des voies. La vente du complexe est conclue le 30 novembre 2007. Peu de temps après, Cominar REIT rachète l'immeuble à Homberg.

### Réseau express métropolitain
Au début des années 1980, une ligne de train léger reliant le centre-ville de Montréal à la Rive-Sud via l'estacade du pont Champlain est envisagé. Dans cette optique, le CN propose en 1992 un monorail reliant la Gare centrale à la jonction de l'autoroute 30 à Brossard. En 1996, l'Agence métropolitaine de transport a été nouvellement créée pour se pencher à son tour sur la question et projette dans un premier temps un tramway puis un système de métro léger automatisé, calqué sur le SkyTrain.
Avec la reconstruction du pont Samuel-De Champlain, le gouvernement fédéral, propriétaire du pont, demande au ministère des Transports du Québec de décider le type qui serait privilégié. Le 19 avril 2013, Québec annonce favoriser un SLR, mais le changement de gouvernement, l'année suivante, remet ce choix en question.
Finalement, le 13 janvier 2015, le premier ministre du Québec, Philippe Couillard, annonce confier à la Caisse de dépôt et placement du Québec (CDPQ) le mandat de définir et de construire le meilleur système de transport en commun pour le nouveau pont et l'Ouest de l'Île.
Le 22 avril 2016, le maire de Montréal et le PDG de la CDPQ annoncent un projet de SLR nommé Réseau électrique métropolitain (REM). Résultant de la fusion de plusieurs projets antérieurs, le réseau présenté est doté de quatre antennes totalisant 67 kilomètres. Au sud, le REM reliera Brossard à la gare centrale via le pont Samuel-De Champlain. Au nord, il reliera cette même gare à l'aéroport Montréal-Trudeau, l'Ouest de l'Île et la Rive-Nord.
Le premier tronçon du REM, entre la Gare centrale et Brossard est mis en service commercial le 31 juillet 2023.

### Attentat à la bombe
Le 3 septembre 1984, une bombe explose dans un casier automatique de la gare tuant 3 personnes et en blessant 30. L'engin explosif avait été placé par un retraité de l'Armée américaine, Thomas Bernard Brigham, qui voulait montrer par cet attentat son opposition totale à la visite du pape Jean Paul II à Montréal.

## Aménagement

### Design intérieur
De style international et intégrant des éléments Art déco, la gare comporte une salle des pas perdus baignée de lumière naturelle grâce à de grands panneaux de verre givré. À l'origine, l'intrusion de comptoirs commerciaux réduit l'espace dédié à la circulation. Avec le temps, ces guichets sont repoussés à l'extérieur de la salle, laissant plus d'espace pour l'évolution des foules.
Sept escaliers, cinq escaliers mécaniques et quatre ascenseurs donnent accès aux 14 voies accessibles aux passagers. L'accès aux quais est contrôlé par des agents de bord ou par des dispositifs d'accès automatiques.
Un centre commercial se greffe progressivement à la salle des pas perdues de la gare à partir de 1981. Le déménagement du siège de l'Organisation de l'Aviation Civile Internationale hors de la gare permet alors l'agrandissement de la salle des pas perdus, où des restaurants côtoient des boutiques de tout genre. Cet espace est démoli en 1995 lors des travaux de rénovation de la ligne Deux-Montagnes, puis remplacé par les Halles de la gare.

### Bas-reliefs

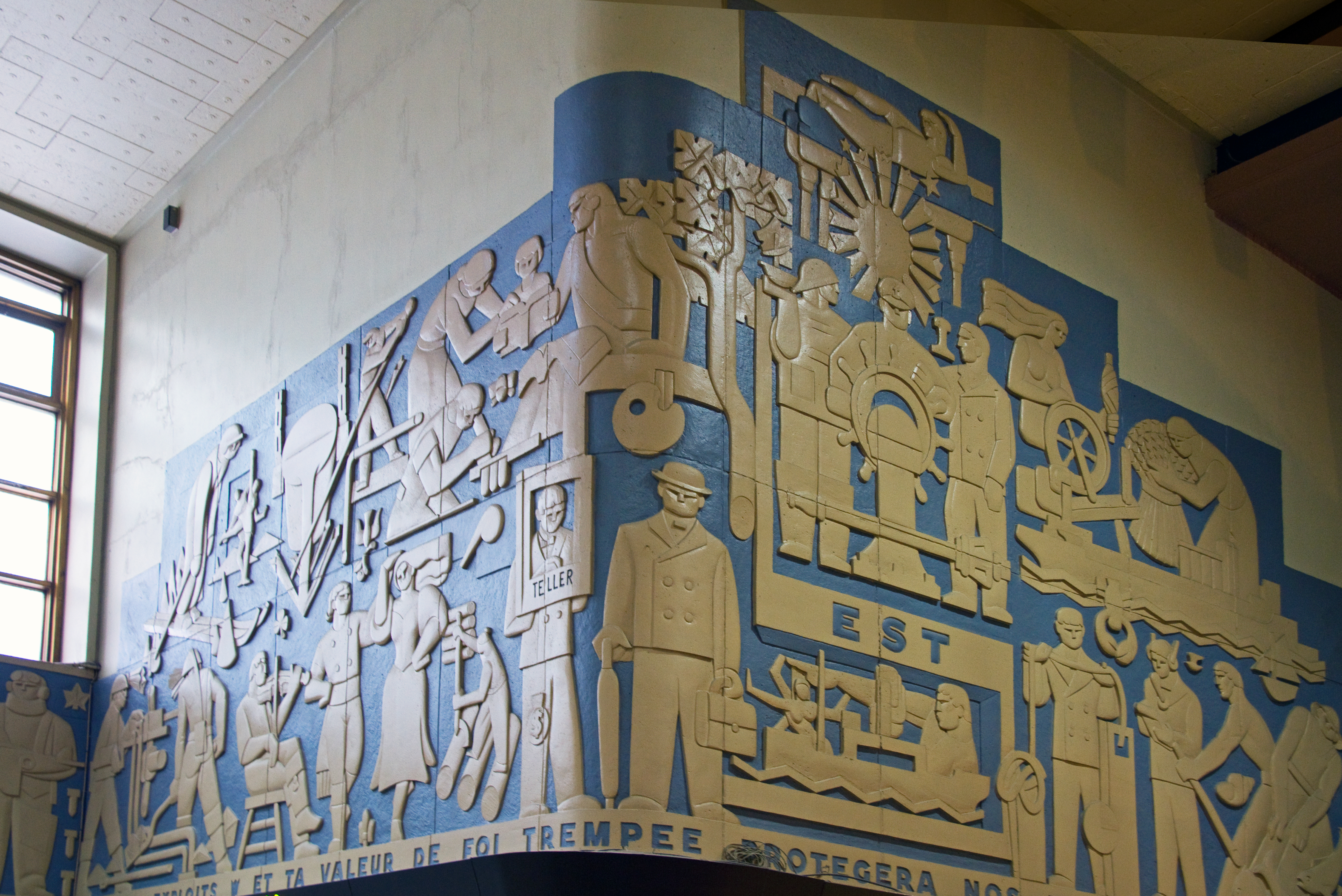
La frise en bas-relief, côté est

Aux extrémités est et ouest de la gare se trouvent deux bas-reliefs représentant la vie au Canada, les loisirs et l'industrie, agrémentés de quelques paroles du  chant Ô Canada (qui n'était pas encore l'hymne national) en français (du côté est de la gare) et en anglais (du côté ouest). L'œuvre, conçue par Charles Comfort, a été réalisée par Sebastiano Aiello.
Charles Comfort a également conçu les médaillons, intégrés au bas-relief de Fritz Brandtner ornant le basilaire du bâtiment.

### Développement urbain
Avec les années, les espaces libres au-dessus des voies se sont progressivement comblés, au point où l'immeuble de la gare lui-même n'est pratiquement plus visible de la rue.
En 1948, l'OACI construit son siège social par-dessus la portion nord-est de la gare, le long de la rue University (Robert-Bourassa) au sud de la rue Dorchester (René-Lévesque).
En 1958, le complexe de la place Ville-Marie vient combler l'espace au-dessus des voies au nord de Dorchester (René-Lévesque). Les quatre gratte-ciels, dont le plus haut dépasse les 40 étages, sont reliés à la gare par un corridor sous le boulevard Dorchester, amorçant ce qui deviendra le Montréal souterrain.

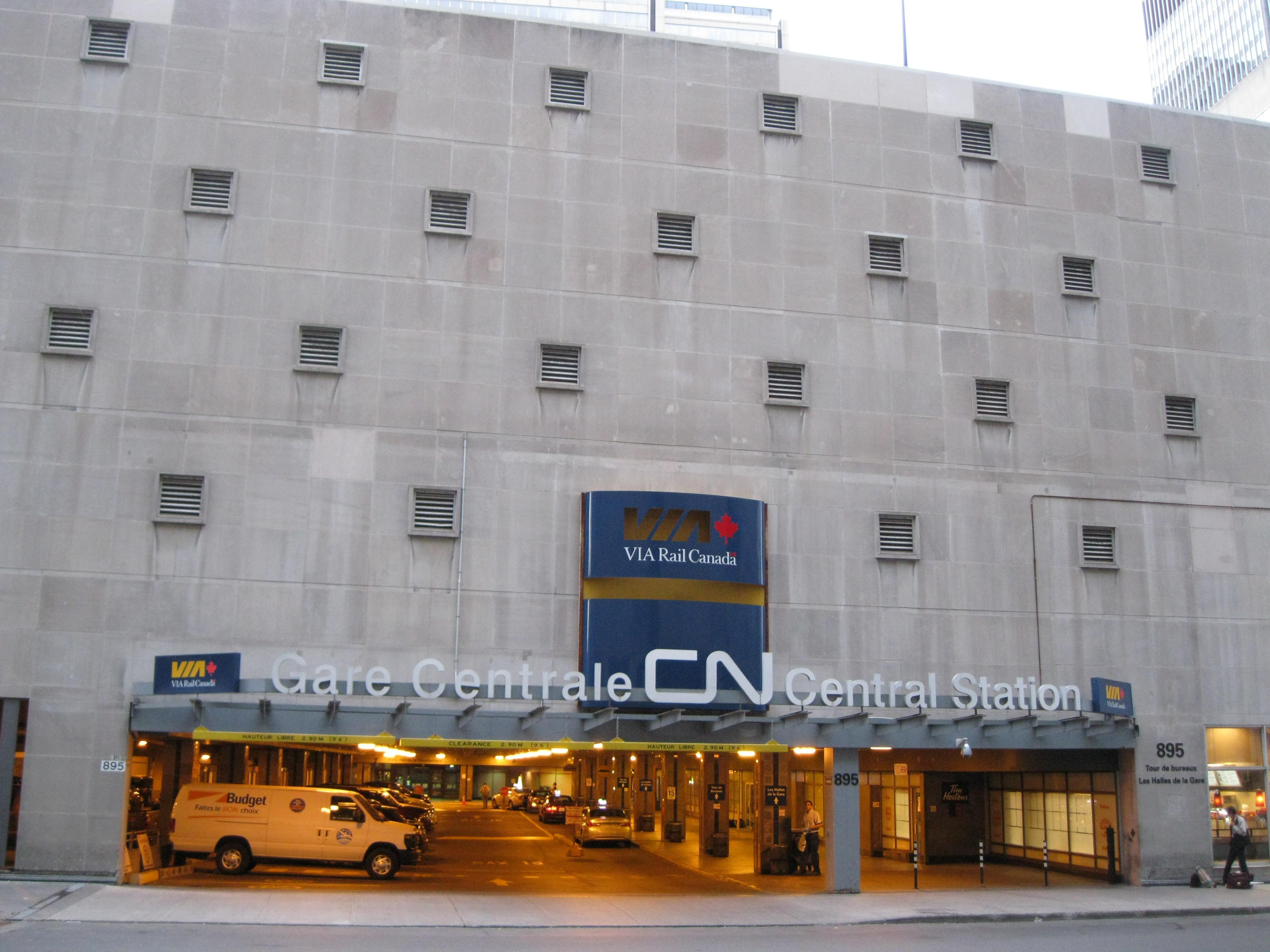
Un stationnement étagé masque dorénavant la façade ornée de la gare.

Puis, en 1959, l'hôtel Queen Elizabeth est construit sur la portion ouest, au coin des rues Dorchester (René-Lévesque) et Mansfield, donnant le coup d'envoi au comblement total du quadrilatère. En 1960, l'ancien bâtiment de la station du tunnel est rasé pour permettre la construction du nouveau siège social de la société de transport public Canadien National. Peu après, un grand parc de stationnement à étages est érigé immédiatement au sud de la gare, masquant la façade depuis la rue. La rue Belmont, à l'est de la gare, est prolongée par-dessus la gare elle-même jusqu'à la rue Mansfield.
Au milieu des années 1960, la place Bonaventure est érigée par-dessus les voies, au sud de la rue De La Gauchetière.
En 1966, la gare centrale et la place Bonaventure sont reliées à la station Bonaventure du métro de Montréal dont la première  ligne est opérationnelle cette année là. Le prolongement et l'interconnexion de différents corridors souterrains permet éventuellement l'accès à la station McGill et au terminus Centre-Ville.

## Service aux voyageurs

### Accueil
La gare centrale de Montréal est ouverte du lundi au samedi entre 5h30 et 23h, et le dimanche entre 7h30 et 23h. La billetterie de Via Rail est ouverte du lundi au samedi entre 5h15 et 19h30, le dimanche entre 7h15 et 19h30. Les services de consigne et d'enregistrement des bagages sont offerts aux voyageurs de Via Rail au comptoir des bagages les lundi et jeudi entre 10h et 18h, les mardi, mercredi et dimanche entre 11h et 19h. En dehors de ces heures d'ouverture, les passagers peuvent s'adresser à la billetterie pour les objets trouvés et le service de consigne. 
La billetterie métropolitaine d'exo qui donne de l'information aux voyageurs des trains de banlieue pour le REM et les lignes de train de Mascouche et Mont-Saint-Hilaire, est ouverte en semaine entre 6h30 et 19h, et entre 8h30 et 16h30 en fin de semaine et les jours fériés.

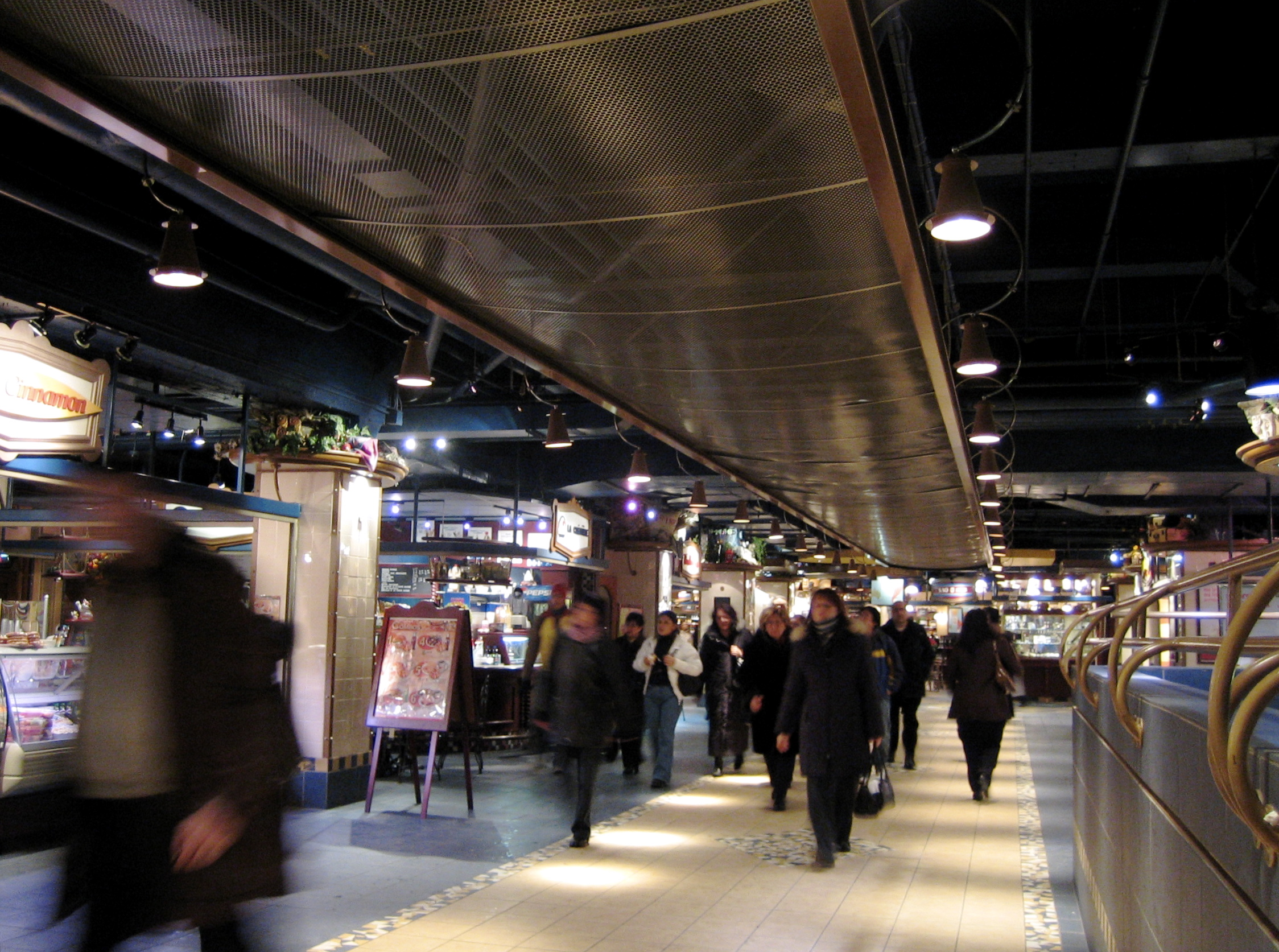
Aire de restauration Les Halles de la gare

Le centre de service à la clientèle du REM est situé à l'extrémité nord du niveau des quais pour toutes questions sur les déplacements à bord du REM, mais c'est la billetterie métropolitaine de la Gare Centrale qui offre tous les services OPUS requis pour les usagés. Le comptoir du REM est ouvert en semaine de 7h à 19h, en fin de semaine et les jours fériés de 8h30 à 16h30.
La gare est équipée d'une salle d'attente, des toilettes, d'ascenseurs pour les personnes handicapées, d'une banque, d'un dépanneur, d'un guichet bancaire, d'un comptoir de location d'autos, des distributrices automatiques, d'une foire alimentaire, d'une station de taxis, et d'un téléphone payant. Un salon d'affaire est situé à l'intérieur de la gare pour les voyageurs de la classe Affaire, et les voyageurs des classes Voiture-lits ou Voiture-lits Plus, qui voyagent à bord de l'Océan. Le salon est ouvert en semaine entre 5h30 et 19h15, le samedi entre 5h45 et 19h15, et le dimanche entre 7h15 et 19h15.
L'ensemble de la gare est accessible aux fauteuils roulant, y compris l'entrée, la billetterie, les toilettes, les quais d'embarquement et les trains. La gare est équipée d'un ascenseur permettant au fauteuil roulant d'accéder au train. Un élévateur pour fauteuils roulant est disponible, et un fauteuil roulant de courtoisie est disponible pour aider à l'embarquement.

### Desserte
Du côté de Via Rail, cinq à six trains à destination d'Ottawa s'arrêtent à la Gare centrale chaque jour, dont un vers Fallowfield en semaine, à l'ouest d'Ottawa. Ainsi, quatre à cinq trains vers Québec et cinq à six trains vers Toronto s'arrêtent à la gare chaque jour. Les trains vers Jonquière et Senneterre partent de la Gare centrale trois fois par semaine (lundi, mercredi et vendredi). Le train Océan vers Halifax dessert la gare quatre fois par semaine (lundi, mercredi, vendredi et dimanche).
Du côté d'exo, sept trains de la ligne Mont-Saint-Hilaire s'arrêtent à la Gare centrale du lundi au vendredi. Trois trains de la ligne Mascouche en direction de Montréal arrivent à la Gare centrale le matin en semaine, et trois trains en direction de Mascouche partent de la Gare centrale aux heures de pointe de l'après-midi. Les autres trains se terminent à la gare Ahuntsic en semaine. Aucun service de train de banlieue n'est offert en fin de semaine et les jours fériés.
Le train Adirondack d'Amtrak vers New York est suspendu depuis mars 2020 à cause de la pandémie de Covid-19. Le vice-président d'Amtrak a prévu que l'Adirondack reprendra ses opérations vers Montréal en avril 2023, une fois les qualifications de l'équipage terminées. Elise Stefanik, représente de l'État de New York, a annoncé que le service ferroviaire entre Montréal et New York reprendra le 3 avril 2023, après un appel téléphonique avec le PDG d'Amtrak. Le 23 juin 2023, le train Adirondack est de nouveau suspendu en raison de la chaleur. Le service ne reprendrait pas avant la mi-septembre.
Le 11 mai 2020, la ligne Deux-Montagnes a été fermée entre la Gare Centrale et Du Ruisseau, et le 31 décembre 2020, la ligne entière a été fermée pour la construction du REM. Cette ligne sera rouverte dans le cadre du REM en 2024.

### Intermodalité

#### Société de transport de Montréal
La Gare centrale est reliée à la station de métro Bonaventure de la ligne orange par le 1000, rue de la Gauchetière Ouest. Le métro circule toutes les 2 à 7 minutes aux heures de pointe, et toutes les 3 à 8 minutes hors pointe. Il circule toutes les 6 à 11 minutes le week-end. Du côté des autobus de Montréal, les lignes 35 Griffintown, 36 Monk, 61 Wellington, 74 Bridge, 75 De la Commune, 107 Verdun, 150 René-Lévesque, 168 Cité-du-Havre, 410 Express Notre-Dame, 420 Express Notre-Dame-de-Grâce, 427 Express Saint-Joseph, 430 Express Pointe-aux-Trembles, 445 Express Papineau, 465 Express Côte-des-Neiges, 480 Express du Parc, 715 Vieux-Montréal/Vieux-Port, 747 YUL Aéroport / Centre-ville, 777 Jean-Drapeau / Casino / Bonaventure, 872 Navette Île-des-Sœurs, 874 Navette Robert-Bourassa desservent la gare. Pendant la nuit, les lignes 350 Verdun / LaSalle, 355 Pie-IX, 358 Sainte-Catherine, 364 Sherbrooke / Joseph-Renaud et 747 desservent la gare le long du boulevard René-Lévesque.

#### Réseau express métropolitain (REM)

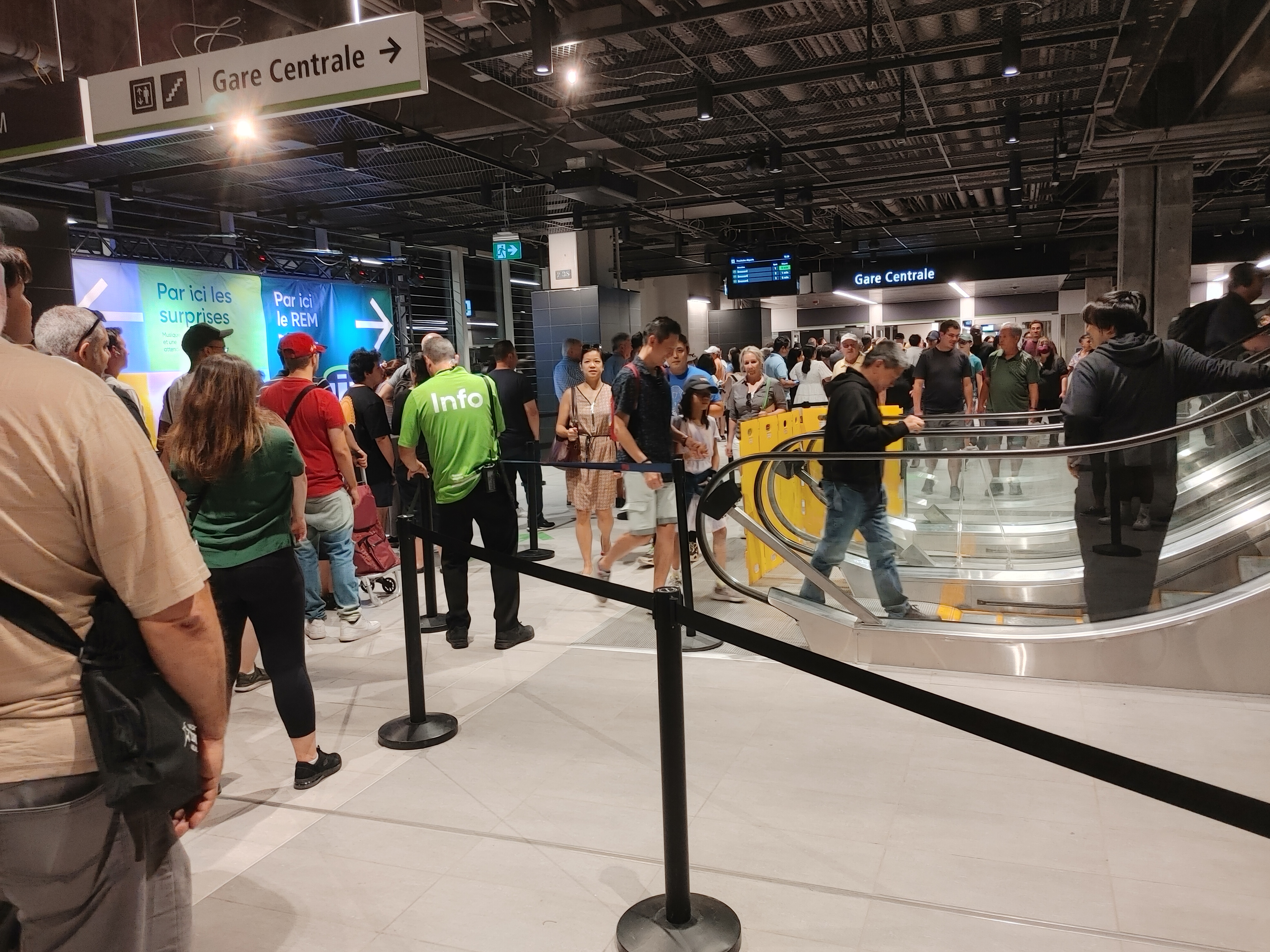
Inauguration du REM à la gare Centrale

Le tronçon sud du REM vers Brossard est mis en service le 29 juillet 2023 pour les essais publics, et le 31 juillet 2023 pour le service commercial. Le premier passage du REM est à 05h35 tous les jours, et le dernier passage est à 01h10 toutes les nuits sauf la nuit du samedi au dimanche, à 01h40. La fréquence de passage est toutes les 3 minutes et 45 secondes aux heures de pointe, et 7 minutes et 30 secondes hors pointe.

#### Terminus Centre-ville et Mansfield
Deux terminus d'autobus sont à proximité de la Gare centrale pour desservir la Rive-Sud. Le terminus Centre-ville est situé sous le 1000 de la Gauchetière, et le terminus Mansfield, se situe à quelques mètres du TCV, mais est situé à l'extérieur à l'angle des rues Saint-Antoine et Mansfield. Le terminus Centre-ville est divisé en trois zones de quais. Le quai nord est ouvert du lundi au vendredi de 5h15 à 9h30, et de 15h à 19h et dessert les lignes 55, 86 et 87 du Réseau de transport de Longueuil (RTL). Le quai centre ne dessert aucun autobus et est fermé après l'ouverture du REM. Le quai sud est ouvert tous les jours entre 5h15 et 1h15, et dessert la 28 d'exo Sud-Ouest et la 96 du transport collectif de Saint-Jean-sur-Richelieu. La billetterie métropolitaine pour obtenir les services OPUS est la billetterie de la Gare Centrale située au 895, rue de la Gauchetière et ouverte 7 jours sur 7, lien: https://exo.quebec/Media/Default/pdf/section5/OPUS/20190725_ListePVS_FINALE.pdf.
L'ARTM a fermé la billetterie métropolitaine du Terminus Centre-ville le 1er avril 2024.
Le terminus Mansfield est desservi par les 404 et 498 d'exo Laurentides et la 111 d'exo Haut-Saint-Laurent.
À partir du 31 juillet 2023, tous les autobus d'exo Chambly-Richelieu-Carignan, ainsi que les secteurs du Richelain et de Roussilon sont retirés des terminus Centre-ville et Mansfield. Les clients d'exo de ces secteurs sont invités à prendre le REM vers les stations Panama ou Brossard et correspondre vers les autobus à une de ces stations. Ainsi, la ligne 300 d'exo Vallée-du-Richelieu et la ligne 600 d'exo Sainte-Julie se terminent également à la station Brossard.
À partir du 21 août 2023, tous les autobus du RTL seront retirés des terminus Centre-ville et Mansfield, sauf la ligne 55 Victoria / Wellington, la 86 Samuel-De Champlain / De Montarville / Montréal, et la 87 Marie-Victorin / du Fort St-Louis / Montréal qui contineront à desservir le terminus Centre-ville. Les clients du RTL sont invités à prendre le REM vers les stations Panama, Du Quartier et Brossard et correspondre vers les autobus à ces stations.

#### Autocar
Le terminus de Megabus est situé à proximité de la Gare centrale, au 997, rue Saint-Antoine Ouest. Megabus exploite un service d'autocar interurbain entre Montréal et Toronto. Adirondack Trailways a récemment rompu son partenariat avec Greyhound et exploite un service d'autocar entre Montréal et New York pour le compte de Megabus. Cet autocar part plutôt de la Gare d'autocars de Montréal, au lieu de cet emplacement.
Le terminus Mansfield est desservi par les autocars de Limocar vers Bromont, Granby et Cowansville les après-midi de semaine. Certains trajets en provenance de Sherbrooke, Granby et Bromont s'arrêtent à l'angle de Robert-Bourassa et René-Lévesque le matin en semaine.

#### Stationnements
La Gare centrale dispose de 4 stationnements intérieurs et extérieurs, accessibles en tout temps. Le premier est situé au 904, rue Belmont, et le deuxième à l'angle des rues Belmont et Est, le troisième est South Plaza au 895, rue de la Gauchetière Ouest, et le dernier à l'hôtel Fairmont Le Reine Élizabeth. Ces stationnements sont payants pour une courte ou une longue durée. L'argent comptant, les cartes Visa et MasterCard sont acceptés comme mode de paiement.

#### Location de voitures
Les comptoirs de location de voitures d'Avis et de Budget Rent a Car sont situés à l'intérieur de la Gare centrale. D'autres entreprises de location comme Enterprise Rent-A-Car, Thrifty et Hertz sont situées à proximité de la gare. Une station d'autopartage Communauto est également située au stationnement de la Place Bonaventure pour les abonnés.

#### Taxis, autopartage et vélopartage
La station de taxis est située juste devant l'entrée de la gare près de la rue De la Gauchetière Les compagnies d'autopartage comme Uber et Eva desservent également la métropole. Des stations de Bixi, un système de vélos en libre-service, se trouvent à l'angle de De la Gauchetière et Robert-Bourassa, ainsi qu'à l'angle de De la Gauchetière et De la Cathédrale.

## Projet: Installations de précontrôle
Depuis 2009, des plans sont en cours pour construire une nouvelle installation conjointe de douanes et d'immigration à la Gare centrale de Montréal pour l'Agence des services frontaliers du Canada et le Service des douanes et de la protection des frontières des États-Unis. Cette installation permettrait aux passagers d'Amtrak au départ de Montréal de passer les douanes et l'immigration américaines avant de monter à bord du train, grâce à un processus connu sous le nom de prédédouanement. Dans le sens inverse, les passagers en provenance des États-Unis passeraient les douanes et l'immigration canadiennes à leur arrivée à Montréal. Cette configuration serait similaire à la manière dont les passagers des vols à destination et en provenance des États-Unis sont traités dans les aéroports du Canada aujourd'hui.
Par ailleurs, le projet de prolonger le train Vermonter d'Amtrak jusqu'à Montréal est en cours. Le Vermonter irait de St. Albans, dans le Vermont, à Montréal, soit une distance de 114 kilomètres, sur des voies appartenant au New England Central et au Canadien National.
C'est le 31 mars 1995 qu'Amtrak a annulé son train de nuit, le Montrealer, qui assurait un service quotidien entre Washington et Montréal. Le train est remplacé par un train de jour, le Vermonter, qui assure un service jusqu'à Saint Albans au nord.
En 2009, Amtrak a préparé un avant-projet pour une installation de prédédouanement qui serait située à côté de la voie 23 à la Gare centrale. Entre 2012 et 2014, 30,3 km de voie ferrée entre St. Albans et la frontière américano-canadienne ont été modernisés pour permettre aux futurs trains circulant sur ce tronçon de circuler à une vitesse maximale de 95 km par heure. En 2015, le département des transports de l'État de New York, l'agence des transports du Vermont, le Ministère des Transports du Québec et Amtrak ont mené une étude conjointe pour développer une installation qui serait utilisée par les trains Adirondack et Vermonter d'Amtrak.
Le 16 mars 2015, les États-Unis et le Canada ont signé l'Accord sur le précontrôle des transports terrestres, ferroviaires, maritimes et aériens. L'accord permet, entre autres, l'établissement d'une installation de prédédouanement à la gare. Le 31 août 2015, les gouverneurs de la Nouvelle-Angleterre et les premiers ministres de l'Est du Canada ont adopté une résolution concernant l'accord de précontrôle entre le Canada et les États-Unis et le projet de précontrôle douanier pour la Gare centrale.
En décembre 2016, le Congrès américain a adopté la loi de 2016 sur la promotion des voyages, du commerce, et de la sécurité nationale, qui permet l'expansion des installations de prédédouanement américaines au Canada. Cette loi a été signée par le président Obama le 16 décembre 2016. De même, en décembre 2017, le gouvernement canadien a adopté le projet de loi C-23, la loi sur le précontrôle, qui permet l'établissement d'installations de précontrôle américains à la Gare centrale.
En septembre 2019, Amtrak a écrit une lettre d'intention à destination des États de New York et du Vermont, de la province de Québec, afin d'accélérer l'effort d'établissement d'une installation de précontrôle à la Gare centrale et les améliorations d'infrastructure connexes entre la frontière et Montréal.
En décembre 2021, le ministère des Transports du Québec a déclaré qu'il mènerait une étude sur les installations de la Gare centrale, assurerait la coordination avec les organismes fédéraux canadiens et gérerait la construction d'une nouvelle installation de précontrôle. Le gouvernement du Québec travaille également avec le CN pour déterminer les améliorations à apporter aux voies ferrées entre la frontière et la gare avant que ce service puisse être mis en service.
En mars 2022, le ministère des Finances du Québec a publié son plan budgétaire pour 2022-2023. Le plan comprend un million de dollars pour financer la contribution du Québec à la réalisation d'une étude de faisabilité et à la conception de plans et de spécifications de projet. En octobre 2022, l'agence des transports du Vermont a envoyé une lettre à la Federal Railroad Administration pour lui faire part de son intention de soumettre des propositions visant à prolonger le train Vermonter à Montréal.